# Atterrissage par vent de travers
En aviation, un atterrissage par vent de travers est un atterrissage pendant lequel la direction du vent au niveau du sol est différente de la direction de l'axe de la piste. La valeur du vent de travers est égale à la composante du vent perpendiculaire à l'axe de la piste.
La valeur maximale de vent de travers autorisée (ou démontrée) est mentionnée dans le manuel de vol de l'avion. Dans le cas général un avion doit pouvoir se poser avec une composante du vent perpendiculaire à la piste dont la valeur est égale à 0,2 × Vdécrochage pour obtenir sa certification.
En cas de vent de travers, la vitesse d'approche doit généralement être augmentée, afin de limiter l'impact des rafales sur la trajectoire et de réduire le risque d'effondrement de la portance lié aux variations brusques de la composante du vent de face.

## Nature du problème
La vitesse d'un avion par rapport au sol est la résultante de sa vitesse par rapport à l'air et du déplacement de l'air par rapport au sol. Pour suivre une trajectoire d'approche linéaire dans l'axe de la piste, le pilote doit orienter son avion de manière à contrer la composante du vent perpendiculaire à la piste et donc effectuer une descente « en crabe ». 
Pour limiter les efforts sur le train et assurer le contrôle de la trajectoire une fois au sol, l'axe de l'avion doit être ramené dans l'axe de la piste soit juste avant ou juste après le toucher des roues. Cette manœuvre, appelée décrabage, peut induire une inclinaison de l'avion avec un enfoncement de l'aile sous le vent. Les avions à ailes basses sont d'autant plus sensibles à ce problème qu'il peut s'accompagner d'un déport du tourbillon induit à l'extrémité de l'aile vers l'intérieur de l'appareil pour le côté au vent, vers l'extérieur pour le côté opposé.
Une solution technique consiste à rendre le train d'atterrissage orientable comme sur le Blériot XI ou, plus récemment, le B-52 mais c'est une solution lourde et coûteuse qui n'est pas répandue.

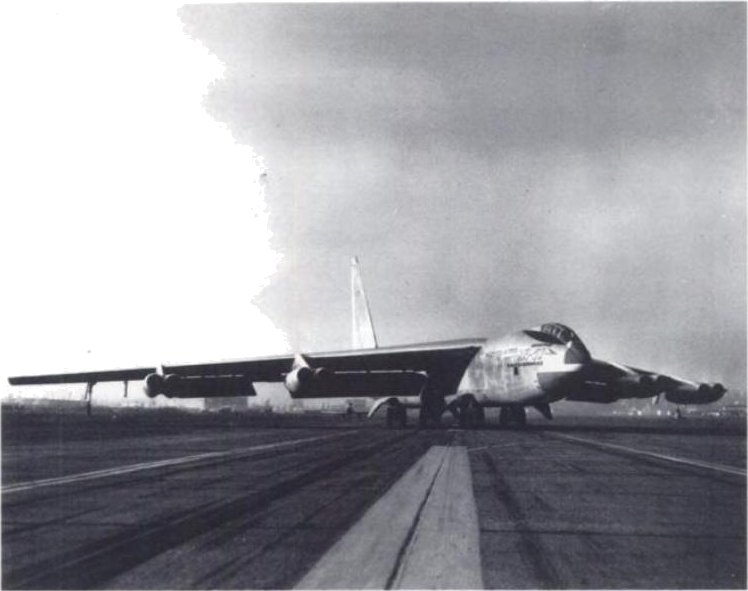
XB-52 effectuant un atterrissage en crabe, le nez pointé face au vent, les trains alignés à la piste.

La solution géométrique serait d'effectuer une approche sur une trajectoire qui ne serait pas dans l'axe de la piste. Elle pourrait se développer, en tout cas pour les appareils les plus performants, avec l'évolution des systèmes d'aide à l'atterrissage.
Une solution plus couramment utilisée, mais qui reste minoritaire, consiste à augmenter le nombre de pistes sur un même aéroport. La piste principale est orientée dans le sens des vents dominants et on lui ajoute une ou deux pistes faisant entre elles des angles de 90° ou 60°. On note que le vent de travers maximal permettant la certification est fonction de la vitesse de décrochage. Il en résulte que pour les avions de transport dont la vitesse d'atterrissage est de l'ordre de 250 km/h on pourra admettre une composante perpendiculaire de l'ordre de 40 km/h alors qu'un avion léger qui effectue son atterrissage avec une vitesse de l'ordre de 80 km/h ne pourra admettre une composante supérieure à 15 km/h. Les grands aéroports qui n'accueillent que du trafic commercial auront donc souvent des pistes d'orientation unique (le nombre étant lié à la densité du trafic et non au risque de vent de travers) alors que les aéroports anciens et les aérodromes qui ont accueilli ou accueillent des appareils plus lents disposeront de pistes à orientations multiples.

## Techniques
Les techniques suivantes sont conseillées par Boeing lors d'un atterrissage par vent de travers. Ces techniques supposent que le vent est constant (pas de rafales).
Ces vents sont mesurés à 10 mètres de hauteur pour une piste de 45 mètres de large.
Généralement, trois techniques sont utilisées pour effectuer un atterrissage par vent de travers (en anglais) : de-crab, crab et sideslip.

### De-crab
Cette technique a pour but de maintenir les ailes et l'avion proches de l'axe de la piste. Le nez pointe face au vent de telle sorte que l'avion approche de la piste légèrement en biais (en crabe).
Cela donne l'impression d'approcher de la piste que d'un côté ce qui peut désorienter le pilote. 
Les ailes sont maintenues parallèles par rapport au sol pendant l'approche. Juste avant le toucher des roues, la gouverne de direction et les ailerons sont commandés simultanément pour ré-axer l'avion avec la piste.

### Crab
L'avion atterrit en « crabe ».
Sur piste sèche, au moment où l'avion touche le sol, le nez pointe face au vent, puis se remet immédiatement face à la piste. Durant cette manœuvre il est impératif d'actionner rapidement l'aileron pour contrer le vent ainsi que la gouverne de direction pour se positionner face à la piste.
Plus l'avion arrive en biais (en crabe), plus la déviation sera importante lorsqu'il touchera la piste. C'est pour cette raison qu'atterrir de cette façon est fortement déconseillé sur piste sèche.
Sur piste très glissante, faire atterrir l'avion de cette façon permet seulement de réduire la déviation lors de l'impact et donne ainsi moins de choses à faire au pilote car l'appareil n'a pas à être « dé-crabé ».
Néanmoins, il reste nécessaire d'actionner l'aileron situé face au vent et la gouverne de direction pour garder un contrôle total de l'appareil après l'atterrissage.

### Sideslip
Cette technique que l'on peut nommer glissade latérale en francais permet de maintenir le nez de l'avion aligné avec l'axe central de la piste tout au long de l'atterrissage.
L'approche initiale est effectuée en crabe.
Le nez reste aligné à la piste grâce aux ailerons et au gouvernail mais l'action du vent fait que l'appareil « penche » d'un côté (voir schéma).
L'avion va naturellement vouloir s'équilibrer, mais il est primordial de garder cet angle thêta par rapport à l'axe horizontal.
Cet effet de roulis est aussi accentué par le dièdre de l'avion.
Lors de la phase finale, l'angle est réduit au minimum et c'est souvent le train situé face au vent qui touche le sol en premier. Une rectification trop excessive de l'angle d'approche 
doit être évitée le plus possible car les réacteurs et les volets pourraient heurter la piste
Dans les situations où le vent de travers est très important, il est parfois nécessaire de combiner la technique dite du « crabe » avec celle du sideslip.
Cette technique ne doit pas être confondue avec le forward slip appelée couramment glissade (avant) en français qui est utilisée lorsque l'avion est trop haut et qu'il a besoin de perdre rapidement de l'altitude pour effectuer un atterrissage dans de bonnes conditions. Dans ce cas de figure, l'avion est alors mis volontairement en crabe par rapport à l'axe de piste en croisant les commandes, y compris avec une composante de vent dans l'axe de la piste ou par absence de vent afin de créer une trainée permettant a l'avion de perdre plus rapidement en altitude.